# NGC 1638

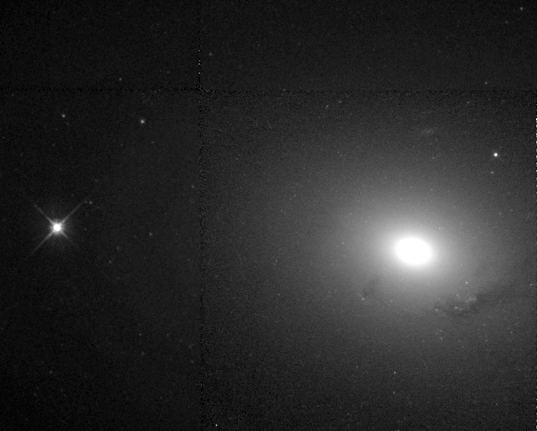
NGC 1638 par le télescope spatial Hubble.

NGC 1638 est une galaxie lenticulaire située dans la constellation de l'Éridan. NGC 1638 a été découverte par l'astronome germano-britannique William Herschel en 1786.

## Caractéristiques
Sa vitesse par rapport au fond diffus cosmologique est de 3 251 ± 10 km/s, ce qui correspond à une distance de Hubble de 48,0 ± 3,4 Mpc (∼157 millions d'al).
À ce jour, neuf mesures non basées sur le décalage vers le rouge (redshift) donnent une distance de 31,900 ± 10,375 Mpc (∼104 millions d'al), ce qui est à l'extérieur des valeurs de la distance de Hubble. Notons cependant que c'est avec la valeur moyenne des mesures indépendantes, lorsqu'elles existent, que la base de données NASA/IPAC calcule le diamètre d'une galaxie et qu'en conséquence le diamètre de NGC 1638 pourrait être d'environ 32,1 kpc (∼105 000 al) si on utilisait la distance de Hubble pour le calculer.
NGC 1368 présente une large raie HI.